# Il Divo
Il Divo (italsky „mužská diva“) je mezinárodní operní pop vokální skupina, založená roku 2003 Simonem Cowelem která nahrává pro značku Sony BMG. Il Divo tvoří španělský baryton Carlos Marín, švýcarský tenor Urs Bühler, americký tenor David Miller a francouzský popový zpěvák Sébastien Izambard. Il Divo zpívá francouzsky, španělsky, italsky, anglicky a latinsky. Za deset let existence prodali víc než 28 miliónů alb, získali přes 130 platinových a zlatých desek a absolvovali čtyři světové monstrózní turné (čtyřikrát navštívili Prahu, a to 13. září 2012, 3. října 2014, 30. května 2016 a 12. září 2018).
V neděli 19. prosince 2021 zemřel Carlos Marín. Bylo mu 53 let.

## Diskografie
- 2004: Il Divo
- 2005: Ancora
- 2006: Siempre
- 2008: The Promise
- 2011: Wicked Game
- 2013: A musical Affair
- 2015: Amor & Pasión